# 菲薩
菲薩（挪威語：Fusa）是挪威的已撤销的市镇，位於原霍達蘭郡的中霍達蘭地区。其行政中心为埃克蘭蘇森村。在2020年撤销之前，该市镇面积有378平方公里，人口数量为3,895人，人口密度为每平方公里111人。
2020年1月1日，菲薩市镇和相邻的乌斯市镇合并为新的比约纳菲尤伦市镇。